# Venegono Inferiore
Venegono Inferiore är en ort och kommun i provinsen Varese i regionen Lombardiet i Italien. Kommunen hade 6 097 invånare (2018).